# تیغناب بالا
تیغناب بالا یک روستا در ایران است که در شهرستان سربیشه واقع شده‌است. تیغناب بالا ۳۴ نفر جمعیت دارد.